# Ticvaniu Mare
Ticvaniu Mare é uma comuna romena localizada no distrito de Caraș-Severin, na região histórica do Banato (parte da Transilvânia). A comuna possui uma área de 128.86 km² e sua população era de 2002 habitantes segundo o censo de 2007.